# Gabelstapler-Reifen

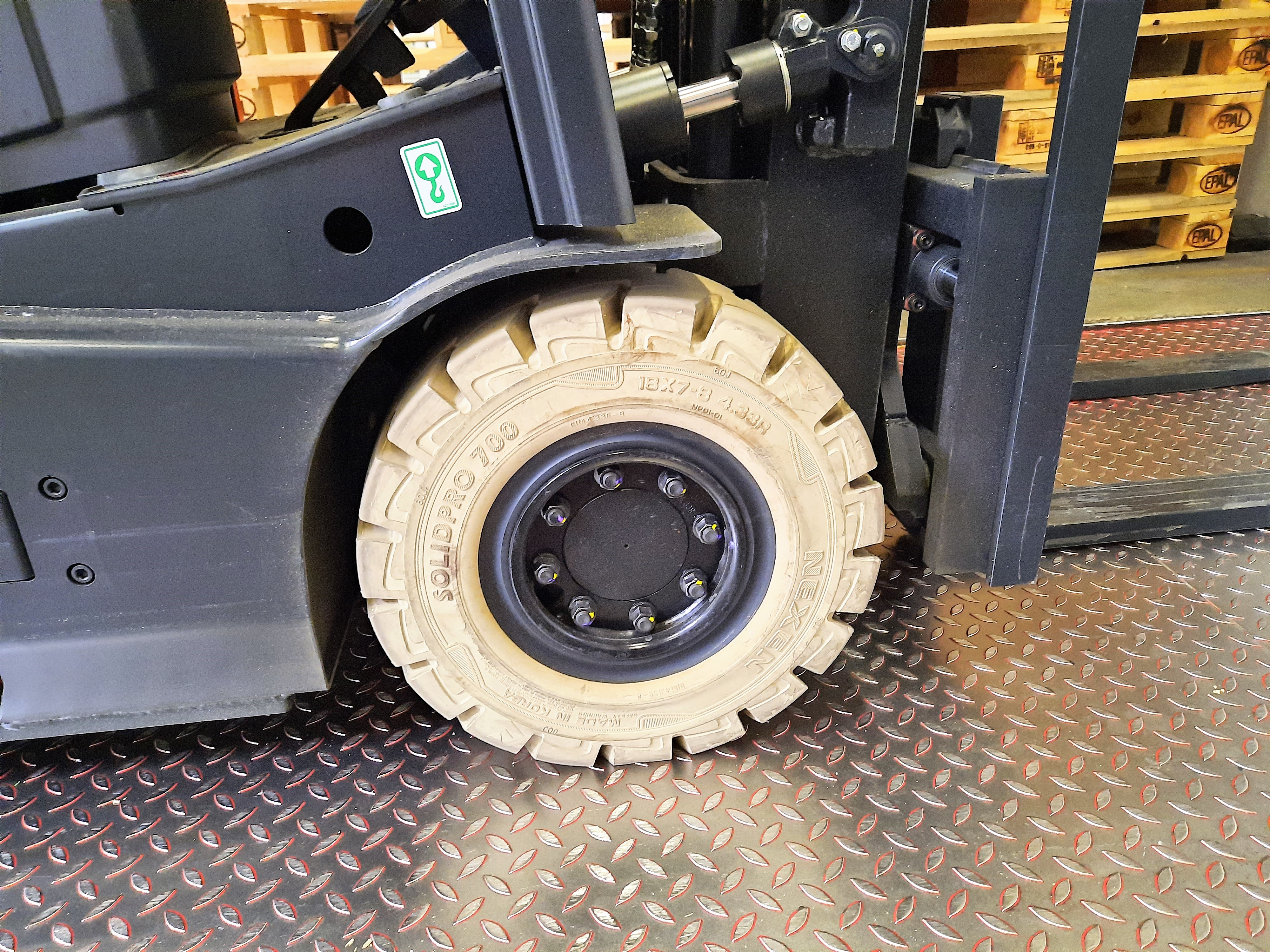
Vollgummireifen am Elektro-Stapler

Für Gabelstapler werden besondere Gabelstapler-Reifen verwendet, da anders als bei Pkw oder Lkw keine dämpfenden Federelemente wie z. B. Federbeine oder Stoßdämpfer eingebaut werden, die die Standsicherheit beeinträchtigen würden. Eine Federung erfolgt hier nur über die Reifenausschäumung und den Fahrersitz.

## Reifenarten
Welche Reifenart für einen Stapler am besten geeignet ist, hängt von vielen wichtigen Faktoren ab. Am wichtigsten sind hierbei die Einsatz- und Umgebungsbedingungen wie z. B.: 
- die erforderliche Tragfähigkeit des Staplers,
- erforderliche Dämpfungseigenschaften entsprechend der Fahrbahnbeschaffenheit,
- die maximal möglichen Reifenabmessungen,
- die maximal zulässige Bodenbelastung.

### Luftreifen
Die Luftreifen bieten gute Federungseigenschaften und haben eine niedrige Bodenpressung. Sie erfordern allerdings eine permanente Überwachung des Luftdrucks und können schon bei einer kleinen Beschädigung ausfallen.
Dadurch kann eine zusätzliche Gefährdungen der Standsicherheit entstehen, denen Flurfördermittel durch Trägheitsmomente und Hebelkräfte beim Fahren und Einlagern immer ausgesetzt sind.
Es können bei Luftreifen nur Reifen mit Halteringen verwendet werden und außerdem müssen ein Wulstband und natürlich ein Schlauch mitverwendet werden. Es ist auch möglich, von Luft- auf Vollgummireifen zu wechseln, sofern die Felge dies erlaubt, wobei die Ringe weiterverwendet werden können oder ein Reifen mit Clip zum Einsatz kommt.

### Vollgummireifen
Die Vorteile des Vollgummireifens sind Pannensicherheit und eine hohe Tragfähigkeit. Außerdem sorgt die Profillosigkeit dafür, dass weniger Fremdkörper durch den Reifen aufgenommen werden können.
Die Nachteile sind die geringe Federung und die dadurch höhere Beanspruchung von Fahrzeug, Fahrer, Last und Boden. Die auch Bandagen genannten Vollgummireifen werden deshalb in der Regel nur in Hallen mit ebenem Boden eingesetzt.
Für Vollgummireifen existieren einteilige oder zweiteilige Felgen. Bei den einteiligen Felgen werden in der Regel Reifen mit Clip oder mit Halteringen verwendet; das heißt wenn die Reifen eine Haltenase (Clip) haben, dann sind Ringe nicht erforderlich und umgekehrt.
Bei zweiteiligen Felgen werden Standardreifen ohne Clip eingepresst. 

### Super-Elastik-Reifen
Die Super-Elastik-Reifen sind Vollreifen in einem mehrschichtigen Aufbau und Profil. Da sie nicht mit Luft gefüllt sind, sind sie prinzipiell ebenfalls pannensicher.
Super-Elastik-Reifen, die auch SE-Reifen genannt werden, sind geringfügig härter als Luftreifen, aber wesentlich weicher als Vollgummireifen. Die beim Fahren über Unebenheiten erzeugten Stöße und Schwingungen können durch Super-Elastik-Reifen zumindest abgeschwächt werden.

## Öffentlicher Straßenverkehr
Sollen Gabelstapler im öffentlichen Straßenverkehr in Deutschland eingesetzt werden, ist nach Straßenverkehrsordnung ein entsprechendes Profil – wie auch bei anderen Fahrzeugen – vorgeschrieben; deshalb können bei einer Geschwindigkeit <25 km/h noch Super-Elastik-Reifen eingesetzt werden; ab 25 km/h sind Luftreifen mit Profil vorgeschrieben.